# Brandon Webb
Pour les articles homonymes, voir Webb.
Brandon Tyler Webb (né le 9 mai 1979 à Ashland, Kentucky, États-Unis) est un lanceur droitier qui évolue pour les Diamondbacks de l'Arizona de la Ligue majeure de baseball de 2003 à 2009.
En 2006, Brandon Webb remporte le trophée Cy Young du meilleur lanceur en Ligue nationale. Il compte trois sélections au match des étoiles, en 2006, 2007 et 2008.

## Biographie
Après des études secondaires à la Ashland High School de Ashland (Kentucky), Brandon Webb suit des études supérieures à l'Université du Kentucky où il porte les couleurs des Wildcats en 2000.
Webb est drafté le 5 juin 2000 par les Diamondbacks de l'Arizona au huitième tour de sélection. 
Il passe trois saisons en ligues mineures avant d'effectuer ses débuts en Ligue majeure le 22 avril 2003. À l'issue de sa première saison au plus haut niveau, il termine troisième du vote désignant la meilleure recrue de la saison en Ligue nationale, derrière le gagnant du prix Dontrelle Willis et Scott Podsednik. À sa première année, il maintient une excellente moyenne de points mérités de 2,84 en 180 manches et deux tiers lancées. En 29 sorties, dont 28 départs, il remporte 10 victoires contre 9 défaites et enregistre 172 retraits sur des prises.
En 2004, il est le lanceur du baseball majeur qui amorce le plus de matchs (35), mais il encaisse 16 défaites, un sommet dans la Nationale. Il compte 7 victoires et sa moyenne de points mérités s'élève à 3,59 en 208 manches au monticule. Il est de plus le lanceur des majeures qui accorde le plus de buts-sur-balles (119) à l'adversaire.
En 2005, Webb inscrit 14 gains contre 12 défaites en 33 départs, avec une moyenne de 3,54 en 229 manches.
Auteur d'une belle saison 2006 avec 16 victoires pour 8 défaites et une moyenne de points mérités de 3,10, Webb reçoit le trophée Cy Young de meilleur lanceur en Ligue nationale. Ses 16 gains sont un sommet dans cette ligue. Il réussit 5 matchs complets et mène le baseball majeur avec 3 blanchissages. Il enregistre également la première de ses trois sélections au Match des étoiles en 2006. Les deux autres sélections datent de 2007 et 2008. 
Il termine deuxième du vote pour le trophée Cy Young en 2007 (derrière Jake Peavy) et en 2008 (derrière Tim Lincecum). En 2007, il gagne 18 parties contre 10 revers avec une moyenne de points mérités de 3,01. Il mène les majeures pour les blanchissages pour une seconde année de suite, domine la Nationale avec 4 matchs complets et est le lanceur de ce circuit qui compte le plus de manches lancées (236,1). C'est cette année-là qu'il inscrit son record personnel de 194 retraits sur des prises. En 2008, il mène les majeures avec 22 victoires, n'encaissant que 7 revers. En 34 départs et 226 manches et deux tiers lancées, sa moyenne de points mérités est légèrement en hausse, pour atteindre 3,30.
Webb est le lanceur partant du match d'ouverture des Diamondbacks en 2009. C'est sa seule apparition en jeu cette saison, et ce sera le derrière match de sa carrière dans les majeures. Une hygroma à l'épaule droite l'empêche de jouer. Il est finalement opéré le 3 août 2009. Toujours en convalescence, il passe la saison 2010 sur la liste des blessés.
Le 3 janvier 2011, les Rangers du Texas annoncent l'arrivée de Brandon Webb, qui accepte un contrat de trois millions de dollars pour un an, avec des primes à la performance pouvant rapporter à l'ex-gagnant du trophée Cy Young une somme supplémentaire de cinq millions. Mais il ne sort jamais des ligues mineures, où sa fiche est d'aucune victoire et deux défaites avec une moyenne de points mérités de 9,75 pour le club-école AA des Rangers, les Roughriders de Frisco. Il subit de plus une seconde opération à la coiffe des rotateurs, ce qui l'amène à annoncer sa retraite en février 2013, sans avoir joué dans les majeures depuis le début de la saison 2009.

## Statistiques
| Saison | Équipe  | G   | GS  | CG | SHO | V  | D  | SV | IP     | SO   | ERA   |
| ------ | ------- | --- | --- | -- | --- | -- | -- | -- | ------ | ---- | ----- |
| 2003   | Arizona | 29  | 28  | 1  | 1   | 10 | 9  | 0  | 180.2  | 172  | 2,84  |
| 2004   | Arizona | 35  | 35  | 1  | 0   | 7  | 16 | 0  | 208.0  | 164  | 3,59  |
| 2005   | Arizona | 33  | 33  | 1  | 0   | 14 | 12 | 0  | 229.0  | 172  | 3,54  |
| 2006   | Arizona | 33  | 33  | 5  | 3   | 16 | 8  | 0  | 235.0  | 178  | 3,10  |
| 2007   | Arizona | 34  | 34  | 4  | 3   | 18 | 10 | 0  | 236.1  | 194  | 3,01  |
| 2008   | Arizona | 34  | 34  | 3  | 1   | 22 | 7  | 0  | 226.2  | 183  | 3,30  |
| 2009   | Arizona | 1   | 1   | 0  | 0   | 0  | 0  | 0  | 4.0    | 2    | 13,50 |
| Totaux | Totaux  | 199 | 198 | 15 | 8   | 87 | 62 | 0  | 1319.2 | 1065 | 3,27  |

| Saison | Équipe  | G | GS | CG | SHO | V | D | SV | IP   | SO | ERA  |
| ------ | ------- | - | -- | -- | --- | - | - | -- | ---- | -- | ---- |
| 2007   | Arizona | 2 | 2  | 0  | 0   | 1 | 1 | 0  | 13.0 | 13 | 3,46 |
| Totaux | Totaux  | 2 | 2  | 0  | 0   | 1 | 1 | 0  | 13.0 | 13 | 3,46 |

Note : G = Matches joués ; GS = Matches comme lanceur partant ; CG = Matches complets ; SHO = Blanchissages ; 
V = Victoires ; D = Défaites ; SV = Sauvetages ; IP = Manches lancées ; SO = Retraits sur des prises ; ERA = Moyenne de points mérités.